# Somogydöröcske
Somogydöröcske (németül: Dörötschke) község Somogy vármegyében, a Tabi járásban.

## Fekvése
Tamásitól kissé délnyugatra, a Koppány-patak mellett fekvő település. Közigazgatási területét átszeli a Nagykónyi-Törökkoppány-Somogyacsa közti 6508-as út, de a központja csak az abból dél felé kiágazó 65 119-es mellékúton érhető el.

## Története
Somogydöröcske (Döröcske) a középkorban Tolna vármegyéhez tartozott. Árpád-kori település. Nevét 1138-ban villa Diarugsa alakban, a dömösi prépostság birtokai között említették először. 1267-ben Derekche, 1424-1436 között Derecske írásmóddal fordult elő.
A 13. században a Döröcske nemzetség volt birtokosa, de kívüle 1270-1272 között Majs nádornak is voltak itt birtokai. 1660-ban pedig Zankó Miklós birtoka volt. Az 1703 évi adólajstromban pusztaként szerepelt. Birtokosa ekkor Zankó Miklós és Boldizsár, 1726-ban pedig a gróf Harrach család és felerészben gróf Esterházy János birtoka volt. 1733-ban a Hunyadyak birtoka volt, akik a 18. század közepén németeket telepítettek ide. Később is a Hunyadyak voltak a falu birtokosai.
A hagyományok szerint a pálosoknak is volt itt kolostoruk, emlékét a falu határában levő Klastromhegy őrzi.
1876-ban nagy földcsuszamlás volt itt, ekkor számos épület, köztük a templom és az iskola is megrongálódott.
1910-ben 842 lakosából 46 magyar, 796 német volt. Ebből 41 római katolikus, 3 református és 789 evangélikus volt.
A 20. század elején Somogy vármegye Igali járásához tartozott.

## Közélete

### Polgármesterei
- 1990–1994: Lesniczky László (független)[4]
- 1994–1998: Lesniczky László (független)[5]
- 1998–2001: Lesniczky László (Munkáspárt)[6]
- 2001–2002: Sipos Valéria (független)[7][8]
- 2002–2006: Sipos Valéria (független)[9]
- 2006–2010: Sipos Valéria (független)[10]
- 2010–2012: Zoltán Péter (független)[11]
- 2012–2014: Zoltán Péter (független)[12]
- 2014–2019: Zoltán Péter (független)[13]
- 2019–2024: Pongráczné Szinek Angéla (független)[14]
- 2024– : Pongráczné Szinek Angéla (független)[1]

A településen 2001. augusztus 5-én időközi polgármester-választást (és képviselő-testületi választást) tartottak, az előző képviselő-testület önfeloszlatása miatt. Ugyanilyen okból zajlott időközi választás a községben 2012. december 9-én is.

## Népesség
A település népességének változása:
| Lakosok száma | 132  | 137  | 129  | 111  | 131  | 136  | 137  |
|               | 2013 | 2014 | 2015 | 2021 | 2022 | 2023 | 2024 |

A 2011-es népszámlálás során a lakosok 97,6%-a magyarnak, 2,4% cigánynak, 2,4% németnek mondta magát (2,4% nem nyilatkozott; a kettős identitások miatt a végösszeg nagyobb lehet 100%-nál). A vallási megoszlás a következő volt: római katolikus 50,8%, református 5,6%, evangélikus 12,1%, felekezet nélküli 3,2% (28,2% nem nyilatkozott).
2022-ben a lakosság 78,6%-a vallotta magát magyarnak, 6,1% németnek, 2,3% cigánynak, 0,8% horvátnak, 1,5% egyéb, nem hazai nemzetiségűnek (18,3% nem nyilatkozott; a kettős identitások miatt a végösszeg nagyobb lehet 100%-nál). Vallásuk szerint 26% volt római katolikus, 9,9% evangélikus, 1,5% református, 1,5% görög katolikus, 3,1% egyéb keresztény, 0,8% egyéb katolikus, 5,3% felekezeten kívüli (51,9% nem válaszolt).

## Nevezetességei
- Evangélikus temploma 1836-ban épült.
- I. és II. világháborús emlékművek

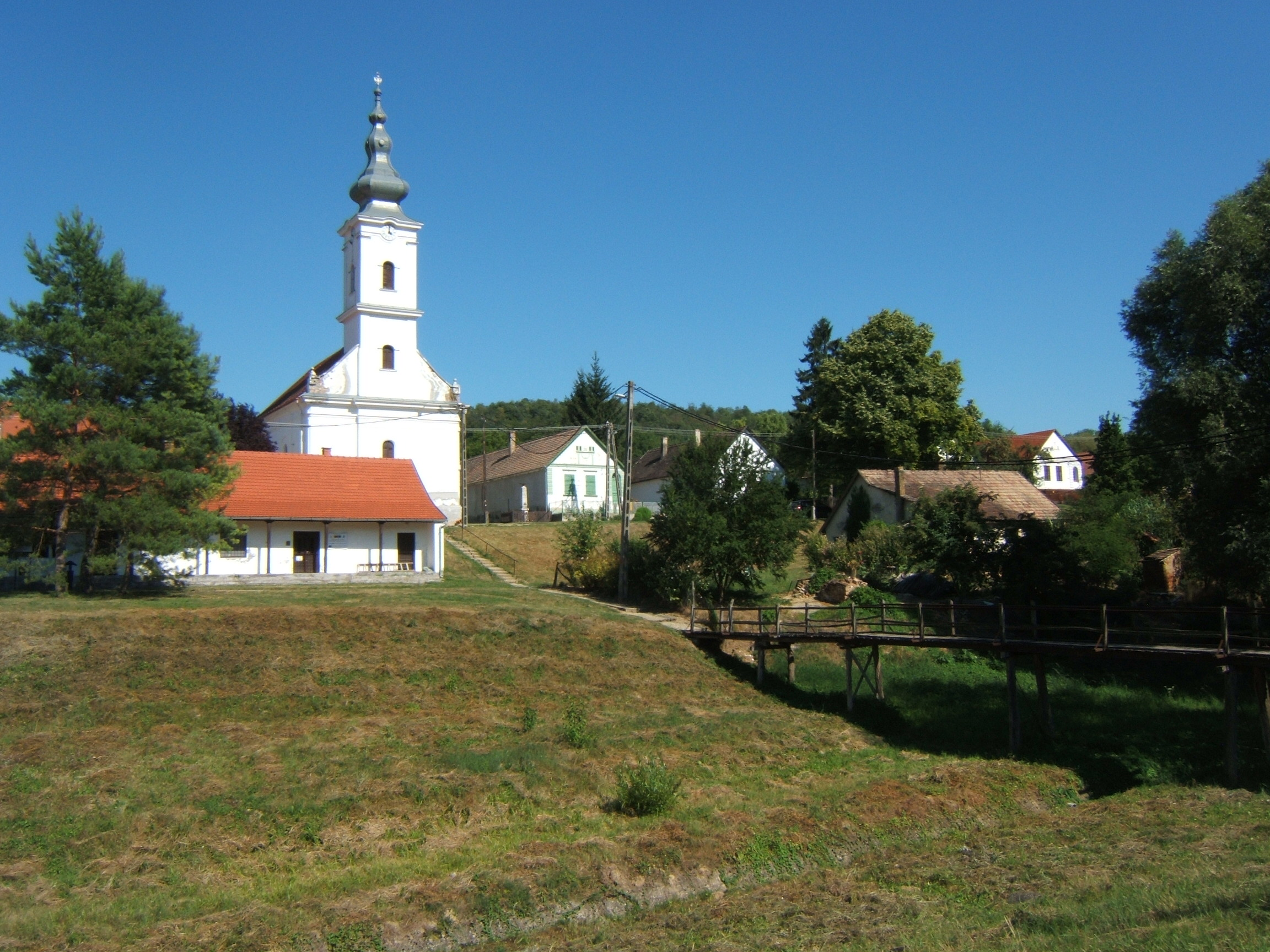
A falu központja